# Saint Lawrence-irokeser

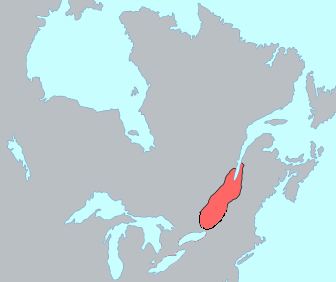
Saint Lawrence-irokesernas bosättningsområde 1535.

Saint Lawrence-irokeserna utgjorde ett eller flera irokesiska folk som levde kring Saint Lawrencefloden. Den franske upptäcktsresanden Jacques Cartier mötte dem på sina expeditioner 1535-1542, men 1580 rapporterade Samuel de Champlain att deras boplatser var övergivna och folket försvunnet. Historiker och arkeologer har framlagt flera olika hypoteser för att förklara deras undergång. Staden Qúebec är anlagd på platsen för en Saint Lawrence-irokesisk storby, Stadacona, och Montréal på platsen för Hochelaga. 